# Хеннинг, Вальтер Бруно
Ва́льтер Бру́но Хе́ннинг (нем. Walter Bruno Henning; 26 августа 1908, Неман, округ Рагнит — 8 января 1967, Беркли, Калифорния) — немецкий учёный, филолог и лингвист, покинувший Германию в 1936 году спасаясь от нацистов, и затем работавший в Великобритании и США. Специализировался на среднеиранских языках и литературе. Особенно много работал с материалам экспедиций в Турфан начала XX века.

## Биография
Родился в Рагните, замковом городе в Восточной Пруссии (сейчас Неман, Калининградская область России). В 1936 вынужден был принять приглашение британской профессуры и покинуть родную Германию, так как нацисты преследовали тех, кто вступал в смешанные браки с евреями.
Как и множество британских немцев, в 1940 подвергся интернированию (на тот момент Вальтер ещё не приобрёл британского подданства), но был освобожден через год из-за плохого состояния здоровья.
В декабре 1966 упал и сломал ногу. Последовал отёк лёгких, от которого Вальтер и скончался 8 января 1967. Его пережили жена и дочь.

## Научный вклад
Автор более 70 статей по проблематике среднеиранских языков, уйгурскому, китайскому. Интересовался манихейством. Несколько работ, которые учёный не успел завершить, остаются не опубликованными. Отнёс сооружение, известное как Кааба Зороастра к Шапуру I, чем внёс значительный вклад в изучение истории сасанидов. Работа Хеннинга Mitteliranisch (Spuler & al. Handbuch der Orientalistik I Bd. IV I, 1958) остаётся авторитетным источником знаний о среднеиранских языках и системах письменности и в наши дни.